# 白暮のクロニクル
『白暮のクロニクル』（はくぼのクロニクル）は、ゆうきまさみによる日本のミステリー漫画。『週刊ビッグコミックスピリッツ』（小学館）にて、2013年39号から2017年26号まで連載された。
不老不死の特徴を持つ「オキナガ」と呼ばれる人々が溶け込み生活する社会で、オキナガに関わる厚生労働省職員の主人公と、オキナガが関連する事件などを描くミステリードラマ。
WOWOWの「連続ドラマW-30」枠にて実写ドラマ化され、2024年3月より放送及び配信された。ゆうきまさみ作品初の実写ドラマ化である。
タイトルの「白暮」は、本来は「薄暮」と書き、夕暮れ時の周囲が暗くなり始める頃を指す。クロニクルは「年代記」を意味しており、陽に弱く不老不死である「オキナガの特性」を現したタイトルになっている。

## 執筆までの経緯
2013年頃、次の連載で何を描こうか迷っていたゆうきは、探偵が地縛霊という「地縛霊探偵」にしようと考えていた。しかし、あまりに地に足がついていない設定のため、「死刑囚探偵」に路線を変更するが、ハンニバル・レクターという既存作品があるため却下することになった。
その後、「主人公が外出できず、相棒に捜査を任せる」という安楽椅子探偵繋がりで、昼間に外出できない「吸血鬼探偵」となり、本作の方向性が決定されるに至った。

## あらすじ
プロローグ
西暦2015年。日本でも推定10万人が存在するという、吸血鬼に似た特性を持つ不老不死の人間「オキナガ」は、いわれのない差別や中傷、生活保護費の受給や保護施設の好待遇など様々な問題を抱えながらも、社会に溶け込んでいた。
厚生労働省の新卒公務員・伏木あかりは、保健所での研修中に飲食店での殺人事件に出くわしてしまう。殺害された男は「オキナガ」であったが、オキナガを殺せる特殊な殺害方法によって殺されていた。
序盤
厚労省大臣参事・竹之内唯一からの辞令で、あかりはオキナガの監督を行う部署「夜間衛生管理課」に配属される。上司に連れられて訪れた私設図書館「按察使文庫」で出会ったのは、見た目は18歳そこそこながら80年以上生きているオキナガ・雪村魁だった。
魁は、太平洋戦争の沖縄で瀕死となった際に、竹之内から血分けされてオキナガとなった過去があり、今は竹之内のツテで「按察使文庫」で司書をしていた。
中盤
陽射しに弱いというオキナガの体質から昼間に外出できない魁のために、新人職員のあかりは魁の助手のような立場で動き、通称「オキナガ案件」と呼ばれる長命者がまつわるいくつかの殺人事件に関わっていき、安楽椅子探偵のように推理していく魁と共に事件を解決に導いていく。
そんな中で、魁が個人的に追い続けて捜査している事件が、12年に一度の未年のクリスマスごとに続けられている連続殺人事件であった。60年前には、魁の幼馴染であり「あかりの祖母」にあたる女性・長尾棗も、連続殺人犯「羊殺し」の犠牲となっていた。羊殺しは70年にも渡って犯行を続け、殺害した被害者の内臓を持ち去るなど、オキナガと思われる特徴を残していたのだ。
終盤
やがて、無邪気なセーラー服姿の美少女・桔梗が、あかりの前に現れる。しかし、桔梗は実は男性であり、500年以上前に竹之内に血分けされてオキナガとなり、日常的に人殺しを繰り返していた生粋の殺人狂であった。はたして、桔梗こそが連続殺人犯・羊殺しなのか？
クリスマス前日の12月23日、羊殺しが狙っているのが「大柄な女」であったことが判明した直後、桔梗によってあかりが拉致されて行方不明となる。魁は手がかりを元にして、桔梗の潜伏場所を発見するが、他者を傷つけることに躊躇の無い桔梗に返り討ちにあう。魁は左腕を切断され、薬物も使われたことで仮死状態となる。
その後、魁は蘇生してあかりとも合流するが、体力が低下したことで再び昏倒しかけた魁を、あかりが血を与えたことで回復。魁は、桔梗を拘束することに成功する。
ラスト
その後、羊殺しによって殺害された伊集幸絵の幼い息子で、その後に行方不明となっていた伊集市哉が生存しており、桔梗と関わりがあったことが判明する。さらに、戦後に羊殺しを見たという柘植章太によると、桔梗とは異なり「背がスラっと高く、ボーヤと呼ばれていた」という。
もう一人の羊殺し「伊集市哉」の正体は、「按察使文庫」の老執事・実藤 寿一郎であった。母・幸恵の遺骨を取り戻そうとした現場を魁とあかりに押さえられた実藤は、自らが伊集市哉と認めるも、心臓発作を起こして収容された病院で亡くなり、これにより事件は解決した。
エピローグ
時は過ぎ、老人ホームで余生を過ごすあかりの元に、8～9年ぶりに見舞いに来た魁は、自らの不老不死の身体と時の流れの残酷さに涙したところで、物語は終わりを告げる。

## 登場人物

### 主人公
雪村 魁（ゆきむら かい）
オキナガ。見た目は10代後半の若者だが、実年齢は88歳。按察使 薫子が運営する私設図書館「按察使文庫（あぜちぶんこ）」の住み込み司書。
竹之内 唯一と私的な繋がりを持ち、外部協力者として「オキナガ案件」と呼ばれる事件の解決に当たる、本作のホームズ役。その一方で、個人的にも、かつての恋人・棗を殺した犯人、12年ごとに現れる殺人者「羊殺し」を追っている。
過去の壮絶な経験から、気に入らない相手や非友好的な相手には不遜な態度を崩さない性格となっており、世間的な折り合いよりも自身の価値観を優先するところがある。頭の回転は速く、事件への追及は鋭いが、強引に事を進めがちな面もあり、竹之内に叱責されたり、助手役のあかりと対立したりといった場面もある。また、警察にはその性格を逆手に取られ、度々「公務執行妨害」の名目で逮捕されている。
普段の服装は黒づくめ、礼服に関しても薫子からのお仕着せのみと、服装には頓着しない。老人らしく電子機器には疎く、スマートフォンさえ電話機能しか使わないという有様だった。しかし必要に迫られればわずかな期間で基本的な知識は身につけるなど、モノ覚えは早い。
昭和2年（1927年）生まれ。昭和15年（14 - 15歳）頃から3年ほど神戸で暮らす中で、棗と互いに意識しあう間柄となる。昭和19年、出張したままの父親を呼び戻すため沖縄に渡航するが、昭和20年4月に父親は住みこんでいた社屋に米軍の攻撃を受けて死亡。自身は現地で招集され、砲撃の至近弾を受けて瀕死となっていたところを、竹之内から血を与えられてオキナガとなった。
終戦後、竹之内らと共に本土に戻される途中、神戸に差し掛かったところで脱走。棗と再会するが、日に当たり過ぎたための熱傷で心停止を起こし、表向き死亡とされる。その後、収容された奥多摩の「国立蘇生症療養所」で来間嘉一郎の研究資料として麻酔なしで生体解剖され、その恐怖と苦痛から白髪となった。
伏木 あかり（ふせぎ あかり）
並の男性を軽く上回る長身と、立派な眉毛を持つ女性。26歳（8月生まれ）。厚生労働省に入省したばかりの新卒公務員。渋谷区保健所での研修中にオキナガの殺害事件に遭遇したことを切っ掛けに夜間衛生管理課（夜衛管）に配属され、魁のパートナーとしてオキナガ絡みの事件解決にあたる。本作のワトソン役。
都内の医科大卒だが、研修中に患者（特に自分より幼い子供）の死を直視できず、医師免許は未取得となっている。仕事は丁寧だが、細かいところに凝り過ぎて時間がかかるタイプ。
正義感が強く、お人よし。かつ、やや天然気味な性格の持ち主で、そのため苗字をもじって「ふしぎ」とからかい気味に呼ばれることがある。
魁の恋人であった長尾棗の孫だが、配属が決定するまで竹之内さえもその事実を知らなかった。桔梗の逮捕後、思うところあって医師免許を取るために休職。最終話前半（2020年）で夜衛管付きの医官として復帰、再び魁とコンビを組む。
エピローグとなる最終話後半では、本編の時代から数十年後、2064年のあかりが登場。すでに退職して長野県に隠居しており、体調を崩して入院した折に、少年の容姿のままの魁から見舞いを受けている。第一巻のプロローグ部分で、ベッドに横たわって雪村魁に語りかけているのは、この時の彼女である。

### 主要人物
竹之内 唯一（たけのうち ただひと）
オキナガ。厚生労働省大臣官房参事を勤める男性。夜間衛生管理課を統括する責任者。外見は30歳前後の青年だが、実際はオキナガの中でもかなりの古株。本人の言によると1600年に渡って日本国に仕えている。
文系な見た目ながら、あかりよりも長身で武術の心得もあり、戦時中はオキナガによる陸軍独立強襲歩兵「富士部隊」を率いる隊長を務めていた。
長年の経験から、相手の年齢や立場には関係なく敬語で話し、丁重な態度で接する。しかし精神年齢的には30歳前後の若さを保っているため青臭い部分も多く、それを意志の力で抑えているところがある。
魁に自らの血を与えてオキナガにした人物であり、身寄りのない魁を按察使文庫に預けるなど世話を焼く一方で、夜衛管の嘱託としてオキナガ案件の解明にあたらせる。
按察使 薫子（あぜち かおるこ）
オキナガ。按察使文庫の経営者で、見た目は20代半ば～後半の美女だが、150年ほど生きている。資産家の令嬢で、自身もかなりの資産を持ち、その運用収益で文庫の維持・管理と自身や魁の生活費を賄っている。親族が持っている薬品会社「アゼチ化学」ではオキナガ用に血液の代用品となるサプリメント等の開発も行っている。
明治の半ば頃に洋行（海外旅行）に出た際、現地で事故にあったことが原因でオキナガになったという経歴の持ち主。父親が彼女を何とかして元に戻そうと、古今東西の知識を求めて集めた書籍が、按察使文庫の基礎となった。普段は明るくゲーム好き（しばしば魁を無理やり付き合わせている）で無邪気な女性だが、ときおり発情して魁に夜這いをかけたり、迫ったりする（魁曰く「病気」）。基本的に情の深い人物で、魁や実藤のことも息子のように見ていた。
実藤 寿一郎（さねとう じゅいちろう）
按察使文庫に務める執事。78歳。主人である薫子に忠実であり、彼女の暴走を止められる唯一の人物でもある。心臓が少々弱っている。
久保園 幹也（くぼぞの みきや）
夜間衛生管理課外勤係長で、あかりの直接の上司。昭和37年（1962年）生まれの53歳。物静かながら省内他課への圧力のかけ方も心得ているなど、年齢相応の強かさも見せる。反面、ユーモアも忘れない愉快な一面を持ち、オキナガ相手でも構えることなく自然体で接することができる人物である。
竹之内とは入省以来、四半世紀に渡る付き合いでよく一緒に飲む間柄。愛妻家でも知られており、記念日などには必ず定時で上がり、食事の約束やプレゼントを忘れない。
高萩 稟子（たかはぎ りんこ）
按察使文庫を訪れた女子高生。17歳。旧姓・長峯。2年ほど前にジャーナリストだった父と母、弟を何者かに殺害されて父方の叔母に引き取られた。その事件の容疑者とされた魁を殺害しようとするが、「綺麗に斬りすぎていたため」失敗に終わる。
魁から誤解であることを諭され、周囲のとりなしもあって落ち着きを取り戻し、毎週末に按察使文庫の清掃とデータ整理を手伝うこととなる。
紀 俊基（きの としき）
夜間衛生管理課課長。衛生局局長からの肝いりで配属されたキャリア官僚。職務には真面目だが、問題が起きた際には解決云々よりも責任問題を重視し、人情や他者に対しての配慮に欠ける発言も多い。課の人事や活動に対して横車を押すことが多い竹之内とは仲が悪い。

### 伏木の親族
伏木 修介（ふせぎ しゅうすけ）
開業医。専門は内科と小児科。あかりと聡（あかりの弟）の実父にして棗の息子（昭和30年（1955年）3月10日生まれの60歳）。母親が殺害された翌年に母方の叔母・綾音（あやね）の嫁ぎ先であった平賀家に引き取られる。自身が実子ではないことは薄々気づいていたが、大学を卒業するまでその事実は知らなかった。
その後、現在の妻・光恵と結婚して伏木家に婿入りしたが、作中の過去10年ほどの間に綾音夫婦も鬼籍に入ってしまい、詳しい話は聞けず仕舞いだった。
津野田 棗 / 長尾 棗（つのだ なつめ / ながお なつめ）
あかりの父親である修介の実母。実家は神戸で商店を営んでいたが空襲で両親と兄を失い、妹の綾音と2人きりになる。魁とは相思相愛だったが、魁がオキナガとなった事実は伏せられて疫病で死亡したと聞かされた。その後、妹の嫁入りを見届けて自身も著述業をしている津野田英明と結婚、昭和30年3月には子供（あかりの父・修介）も生まれた。同年の12月、光明苑閉鎖の新聞記事に魁の名前を見つけ、連絡を取って再会するが、その帰りに「羊殺し」に遭遇して殺された。
魁と別れてから結婚するまでの間は有馬の温泉旅館で中居として働いており、殺害された際には当時の週刊誌にあることないことを書きたてられた。遺骨は横浜の市立霊園に無縁仏として葬られている。棗の死は「羊殺し」に対する魁の執念の原点であり、「羊殺し」の被害者の資料の記述中に、あるいは魁の回想や夢などで、繰り返し登場する。
ひかる
最終話後半（2064年）にて登場したあかりの孫。その特徴的な太い眉毛は立派に受け継がれている。

### 刑事
唐沢（からさわ）
赤羽署の刑事。稟子の家族が殺害された事件で容疑者とされた魁を執拗に追った。多少強引ではあるが刑事としては優秀な部類で、突き止めた事実は認める、マスコミに追われる稟子を保護するなど、人間としても善良。オキナガに対しては若干の偏見を持ちつつも、公僕としての姿勢はあくまで公正であり、世間にオキナガ排斥の動きが出た際には魁に警告を出している。
当初は魁に対してオキナガ連続殺人犯の疑惑をかけていたが、真犯人が判明したことで「羊殺し」に絡んだ冤罪事件と向き合うことになる。
鳴宮 涼子（なるみや りょうこ）
警視庁捜査一課の刑事。24年前、刑事だった父親がオキナガを犯人として挙げた事件が冤罪だと気付きながら、尊敬する父親を否定することも出来ず、そのジレンマからくるストレスをオキナガを殺害することで解消していた。3年前にジャーナリスト・長峯 健（稟子の父）に父親の扱った事件の再検証を依頼するが、結果として冤罪を証明されたことから逆上して稟子の家族を殺し、その後、久我井含めて3人のオキナガを殺害、発覚後に平田の所持していた拳銃を奪って自殺。魁が自らの血を分けて延命を図るが不適応で死亡する。
平田（ひらた）
唐沢に同行していた同僚の刑事。唐沢と比べると、刑事としてはサラリーマン的な勤務態度。鳴宮を唆して凶行に走らせた反オキナガ勢力と繋がっており、鳴宮の死に対しても大した感慨を持たずに淡々と報告している。

### その他の人物
巻上 良三（まきがみ りょうぞう）
オキナガ。都内に住む気のいい男性。夜間のバイトで日銭を稼ぎながら、のんびり暮らしている。雑談好きで昔話を始めると明治まで遡ってしまう。
慶応元年（1865年）生まれで、日清戦争（1894年）にも出兵した。オキナガになったのはこの翌年、戦争が終わって帰国した頃。山の中で猟師をしながらほぼ自給自足の暮らしをしていたが、戦時中に竹之内から誘われ、富士部隊に参加し中国大陸、沖縄と転戦した。薫子とほぼ同世代にあたる。
来間 嘉一郎（くるま かいちろう）
戦前から戦後にかけてオキナガの研究を進めた医師。研究の中には生体解剖（麻酔なし）もある。遺した資料を見たあかり曰く「医者の使命感と子供の残酷さがごっちゃになっている」。光明苑が奥多摩にあった頃は所長を兼任していたが、GHQ将校の前で魁を生体解剖したのが逆に不興を買って所長を解任され、それから3年後の昭和34年に亡くなっている。竹之内によると関東大震災で妻を亡くしており、再婚することもなく天涯孤独な身の上で、葬儀は通いの家政婦だった北浜タカが仕切った。
叶 一生 / 加納猪助（かのう いっせい / かのう いすけ）
オキナガ。矢尻沢に引っ越してきた画家。20年ほど前から個展を開くごとに異なる作風を披露することで名が知られるようになり、「平成のダ・ヴィンチ」とも呼ばれている。芸術活動として、地元の少年を小遣いやアイドルコンサートのチケットで釣ってヌードモデルにしていた件が、集落の老人たちの癇に触れて追い出されることになる。
300年ほど前から狩野派や琳派など様々な絵画を学び、絵巻の修復やふすま絵描き、浮世絵の代筆などの画業で食っていた。本人曰く葛飾北斎と引っ越し記録を競ったこともある。独学で西洋画も学んでおり、本人は幕末開国以前から欧州留学を望んでいた。
難波 麗（なんば れい）
叶の秘書兼モデル。ナイスバディな美女で、昼間は活動できない叶のフォローをしている。個人的なパートナーでもある。
時任 希梨香（ときとう きりか）
オキナガ。岐阜県の過疎高齢化が進む集落「矢尻沢」に引っ越してきた、時任夫妻の娘を名乗る少女。しかし記録上は17年前に誘拐され、その1年後に遺体で発見されている。
実は400年ほど生きている古株のオキナガで、「希梨香」本人ではない。叶も敬語を使うほど貫禄があるが、見た目の年齢が10代前半なため社会的な生活基盤を持てず、人間の保護者を作ってはそれらの下を渡り歩く「ヤドリギ」として暮らしてきた。矢尻沢は元々彼女の故郷で、村は何らかの嫌疑がかかった結果、焼き討ちにあって全滅。かろうじて息のあった彼女に、通りすがりのオキナガが血を与えた結果なりあがった。村の跡地に住み着いた者たちの子孫が現在の矢尻沢の住人となっている。
保護者役の時任夫妻と共に呼び集めたオキナガで新しい村を作ろうとしていたが、叶の展覧会を中心に呼び集めたオキナガの1人が生保詐欺に引っ掛かる、更には叶自身も集落側と揉めて早々に出ていくハメになるなど、予定外の展開も起きて失敗に終わった。その後は長野県にある長命者施設「光明苑」に収容されたが、外見年齢が災いし、外出もできない状態に不満を漏らしている。
時任 淳史（ときとう あつし）
大手IT企業「ランタイム」会長。1年前の春、目の前に現れた希梨香を「神隠しにあった娘がオキナガとなって帰ってきた」と妻共々信じ込んでしまった。実際には鑑定結果などから、希梨香が娘ではないと理屈では理解しているが、それをあかりに突き付けられた際にはむきになって反論している。
希梨香が光明苑に入ってからも面会に訪れており、差し入れも頻繁に送っている。
村上 淳資（むらかみ あつし）
オキナガ。IT工房「C's CORRIDOR」社長。吸血鬼同好会サイト「カインの裔」の管理人でもある。長髪に無精ひげ、度の強いビン底眼鏡とうだつの上がらない風体だが、メガネの下のまなざしはあかりも驚くほど鋭く、それなりに身だしなみを整えると様変わりする。
出身地は越前の美浜。1838年生まれの177歳。25歳の時、攘夷運動に参加するために上京するも運動は攘夷から倒幕に移行し、連絡係として活動中に幕府側の武士（曰く、新撰組か見廻組）に斬られた際に血分けされてオキナガとなった。
近代においても民権運動などに関わり、1970年代には学生運動の過激派闘士だったという筋金入りの反権力主義者だが、作中の時代である2015年には、今は自分たちの活動が認められなくとも、最終的に歴史の結果として表れれば良いとする境地に至っており、魁を感心させた。
茂森 久三（しげもり ひさみつ）、遊佐 勘九郎（ゆさ かんくろう）、羽鳥 真也（はとり しんや）、羽鳥 彩（はとり さい）、真島 耕介（まじま こうすけ）
オキナガ。村上の主宰する「カインの裔」のメンバーであり、何名かは「C's CORRIDOR」のスタッフでもある。
矢板 創（やいた そう）
「カインの裔」に出入りしていた専門学校生。2年ほど前にサイトにアップする写真を撮るために器物損壊（Vの字の落書き）を働いて検挙されたことがある。この件から梶田の事件では容疑者として唐沢にも目を付けられるが、村上との繋がりで張っていた公安に検挙される。
サイトがオキナガの集まりだと知った後も熱心に入り浸っていたが、オフ会などで酒が入ると「吸血鬼優性説」をぶち上げてアジりだすなど、メンバーからも呆れられていた。
梶田 直（かじた すぐる）
衆議院議員・梶田貢の息子。妹の杏奈と連絡が取れなくなったと、魁の下に相談しに訪れた。メガネに坊ちゃん刈りの容姿から、あかりに「のび太くん」と呼ばれる。
幼い頃から出来の悪い自分を励ましてくれた妹がデリヘル嬢となり、さらにオキナガ相手の供血まで行う様になったことから、その責任をオキナガに転嫁し、妹本人とその友人を殺害、吸血行為による失血死に偽装する。
山田 一太（やまだ いった）
城南大学付属病院に勤務する医師。あかりの大学時代の先輩で「イッタ先輩」と呼ばれている。勤務する病院が厚労省御用達で国立療養施設「光明苑」の定期検診業務を受け持っている。
蕪木 正（かぶらぎ ただし）
国立療養施設「光明苑」副所長で久保園とは同期。所長は東海北陸厚生局長が兼任で勤めており、滅多に苑を訪れないため実質的な責任者だった。苑内で自殺したオキナガの死を隠蔽し「出所した」と報告していた。この事件以降、光明苑では「副所長が2人」という体制に移行している。
柘植 章太（つげ しょうた）
オキナガ。魁の横浜在住時代の弟分で、昭和11年（1936年）4月生まれと歳は9つ下。当時としては柔弱な性格が災いしていじめられっ子だった。米軍によって都市部に行われた大空襲からかろうじて生き延び、戦後は男娼として身体を売って暮らしていた。昭和30年、棗と待ち合わせて会った日から3日後、再び伊勢佐木町を訪れた際に再会する。
魁への憧れから、手柄を立てて助手にしてもらおうと考え、ある事件に深入りしたために瀕死の重傷を負う。魁によって血分けを施されオキナガとなって生き延びるが、昏睡状態が続いていた。
2015年の夏、訪れた魁が帰った直後、60年ぶりに意識を回復。自身を襲った人物の記憶を取り戻したことで「羊殺しの共犯者」の存在が浮かび上がる。
谷名橋 藤太（やなはし とうた）
「殺人研究家」を自称するフリーライター。按察使文庫の常連で、魁とも殺人談義で盛り上がっている。殺人者を秩序型と無秩序型に分類しているが、どんなに慎重な殺人者も回を重ねるうちに行動が雑になると考えており、羊殺しもそうなる可能性があることを魁に伝える。
須本 美和（すもと みわ）
「週刊ゲンロン」編集部に勤めるジャーナリスト。紫堂と交際していたが、より若い女に乗り換えられたことに我慢できず、その女性・茅野亜沙子を「羊殺し」を装って殺害。愛憎反転した紫堂も自殺に偽装して殺害する。そのトリックは魁によって暴かれるものの、具体的な証拠は掴ませず追及を逃れる。しかしその数日後、羊殺しを騙ったことが本物の怒りを買い、胴体に「ニセモノ」と刻まれた死体となって発見された。
紫堂 邦明（しどう くにあき）
オキナガ。正確な年齢は不明ながら明治以前から生きており、横浜界隈を根城にしている。次々と若い女に乗り換えるプレイボーイで、茅野亜沙子とも交際していた。
60年前には魁と棗が再会した純喫茶・ぼなぁるのウエイターをしており、危うく殺人の容疑をかけられそうになったが、棗の事件当日は問題を起こして警察の留置所にいたためにアリバイが成立している。
入来神父（いりき-しんぷ）
オキナガ。横浜にある聖ヨハネ教会、通称「夜行教会」の神父。日本人ではないが、戸籍法が制定される前から日本に住んでいる。オキナガの中でも相当な古株で、下手をすると竹之内よりも古い。血分けによって多くの人間をオキナガに成り上がらせてきた。
漢字の成り立ちに興味があるとのことで、世話をしたオキナガの多くに「美」という字が「羊が大きい」と書くことを話している。父親が大工だったそうで、教会の備品などは自分で修理・製作している。
数馬 涼（かずま りょう）
東亜映画の新作「眠れない羊たち」の主演俳優。近年ドラマ作品の主演を続けた新人。アイドル的な人気を得る一方、本人は真摯でひたむきな性格の持ち主で、役者としての幅を広げようと努力していた。魁にも好感を抱かれていたが、毒入りチョコレートによって殺害されてしまう。
鈴川 なえ / 鈴峰 苗子（すずかわ なえ / すずみね なえこ）
オキナガ。近年ドラマ作品でデビューした新人女優で、東亜映画の新作「眠れない羊たち」の主演女優。オキナガだが長命者登録をせず、「依田明子」という他人の戸籍を使ってオーディションを受けていたことが原因で逮捕される。
元々は戦前に映画女優としてデビューする予定の新人（当時の名が「鈴峰 苗子」）だったが、昭和18年に旧按察使邸で起きた事件で巻き添えを喰って瀕死となり、同じく重傷状態でさまよっていた竹之内から血分けされてオキナガとなった。
鬼塚 誠也（おにづか せいや）
東亜映画の新作「眠れない羊たち」の監督。41歳。プロデューサーである鳥飼の思惑はともかく、映画作品としての完成には意欲的だった。
鳥飼 誠（とりかい まこと）
東亜映画のプロデューサー。時折、話題作りのためにしばしば意図的に問題発言を行い「炎上プロデューサー」の異名を持つ。オキナガと「羊殺し」を題材にした（どうみてもネガティヴイメージを強調した）映画の制作を進める。ラウンジに毒入りのチョコレートを仕掛けた。あかりに犯行を追及され、追い詰められて撮影所の屋上へ逃げ込む。何者かの電話を受けた直後、「自分も羊殺しの一人だ」と語って投身自殺する。
伊集 幸絵（いじゅう さちえ）
昭和初期に活躍していたキネマ女優。竹之内とは男爵位にあった父親が付き合いがあり、幼い頃からの知り合い。女優となってから知り合った映画監督・深井欣哉（ふかい きんや）との間に息子・市哉を儲けるが、難産により出産時に死亡、人物不詳のオキナガから血分けされて成り上がった。
父親が逝去したために身内はすでになく、「野良オキナガ」となる彼女の身の上を案じた竹之内が、自らが保証人になるという形で求婚していたが、昭和18年のクリスマス、按察使守忠（薫子の弟）の邸で何者かに殺害される。政治的な理由からその死は秘匿され、遺骨は身元不明者という形で按察使文庫に保管されていた。
雀城 英了（ささぎ えいりょう）、杉江 寿（すぎえ ひさし）、殿岡 辰巳（とのおか たつみ）
来間嘉一郎門下の研究者。彼ら3名が「伊集幸絵殺し」における容疑者だったが、事件の翌日には満州に渡りソ連軍による侵攻で死亡したとされていた。だが、久慈が終戦の翌年に雀城と会っていたと供述、再調査により雀城は戦後「本条勇一」と名を変えて帰国、2015年にも101歳という高齢ながら存命だったことが判明した。
本条こと雀城は「幸絵殺しは杉江と殿岡が主犯、雀城は事件を目撃したなえと竹之内を手に掛けた」と証言するが、その直後何者かにより殺害される。
桔梗 凪人 / 山階 茜丸（ききょう なぎと / やましな あかねまる）
オキナガ。見た目16 - 17歳の少年で時折女装した際には元の名から「あかね」と名乗ることもある。「桔梗 凪人」という名は昭和28年に市哉と観た映画「最后の銃声（市哉の父である「深井欣哉」の作品）」の登場人物から引用したもの。
寛正2年（1461年）生まれ。生まれつき生き物を殺す性癖をもち、それを疎んだ親に閉じ込められていた。応仁の乱のドサクサに紛れて両親を殺害。唯一の理解者であった異母姉と美人局紛いの強盗殺人をしながら暮らしていたが、乱が終わりかけた頃、姉と共に隠れ棲んでいた屋敷を夜盗に襲われ、死にかけていた所を当時「宿禰（すくね）」と名乗っていた竹之内に血分けされ、成り上がった。しかし以降も男女を問わぬ殺人を繰り返し、事実を突き止めた竹之内に斬られた上で心臓に鉄杭を打ち込まれるが、右胸心だったらしく死亡していなかった。
その後、500年間の動向は不明ながら昭和になった頃、光明苑の所長となった来間と接触している。昭和18年のクリスマス、旧按察使守忠邸で伊集幸絵殺しを目撃し、母の死体を見つけてしまった市哉に呪いともいえる言葉を吹き込む。昭和20年12月時には新見慎吉を始めとする浮浪児グループと共に行動しており、グループが保護されてからは再び市哉と共に別行動をとる。昭和30年の津野田棗を皮切りに12年に一度の「羊殺し」を繰り返していた。
2015年、光明苑で起きた火災現場に現れ、「魁の兄」と名乗る（血分けでの血縁上では、竹之内を父とする兄にあたるため）。その数日後、東京であかりの前に現れる。未登録の野良オキナガと聞いたあかりからは長命者登録をすすめられるが前述の理由を（一部隠蔽した上で）話し、「クリスマスが終わるまで」という約束で竹之内には報せない旨の言質をとり、12月22日にあかりを誘い出し拉致。着々と羊殺しの準備を進め、場所を突き止めた魁も罠にはめて仮死状態に落とす。しかし、意識を取り戻したあかりに抵抗され、蘇生した魁にも粘られた結果、最終的に倒され竹之内と共に駆け付けた唐沢に逮捕された。
多聞（たもん）
オキナガ。室町時代半ば頃には竹之内の従者を勤めていた男性。嗅覚が鋭く、かなり離れた場所の血臭を嗅ぎつけたり遺留品に残ったわずかな体臭を嗅ぎ分けられる。
松永 / 真田（まつなが / さなだ）
オキナガ。富士部隊では副隊長を務めていた。階級は大尉で魁からは今もそう呼ばれている。戦時中は父方の姓である「真田」を名乗っていたが、戦後は不都合が生じたらしく、母方の「松永」に改めた。竹之内の声掛けで羊殺しの捜索に参加するが、魁から内通者の存在を知らされた際にあえて見当違いの場所を捜索する囮として動いた。
伊集 市哉（いじゅう いちや）
伊集幸恵と映画監督・深井欣哉との間に生まれた婚外子。母・幸恵の元で養育されていたが、昭和18年のクリスマスに惨殺された母の遺体を目撃してしまう。その場に居合わせた茜丸によって「母は眠っているだけだが、傷ついた身体で目覚めることが出来ない。だから傷ついた内臓を手に入れて捧げよう」と吹き込まれる。母の死後は父方の親戚に引き取られていたが、茜丸からオキナガは死んでも生き返る姿を実演で見せつけられる。その後、何らかの事件に巻き込まれた際に助け出した茜丸と共に出奔。戦後は孤児のグループ内で「ボーヤ」と呼ばれていた。孤児グループが官憲に保護された際には茜丸と共に離脱し、「実藤寿一郎」という別人の名を手に入れる。
昭和30年に茜丸と「羊殺し」を実行するが、精神的ストレスから深酒して遭遇した柘植章太と一夜を共にするも、事件前に姿を目撃していた章太にパススケ―スを抜かれて呼び出される。首尾よく呼び出した章太が魁と連絡を取ろうとしたのを引き留めて瀕死の重傷を負わせたのは彼だった。
昭和31年頃から按察使薫子邸（後の按察使文庫）で執事として働き始め、60年に渡って勤め続けていた。2015年の事件では茜丸こと桔梗に対して、これ以上の殺人は止めてほしいと懇願していた。
桔梗の逮捕後、竹ノ内が母・幸恵の遺骨を別荘に移したのち、折を見て埋葬する話が出たことで遺骨を取り戻そうとした現場を魁とあかりに押さえられ、自らが伊集市哉と認めるも日に当たり過ぎて倒れた魁と同時に心臓発作を起こして収容された病院で亡くなった。享年78。
行動を起こす前、竹ノ内に郵送した手紙で自らの犯行を明かしており、それは1991年の事件で逮捕・処刑された片上乙也の冤罪を証明できる内容だったが、反オキナガ派閥による保護法の改悪とも言える法案を通さないために握り潰さざるを得なかった。

## オキナガ
概要
オキナガ（息長、地方によっては「イワナガ」など）
不老不死の種属。「長命者」とも呼ばれ、日本には10万人ほど存在すると言われる。現代でも住民登録を行わずに暮らしている者も多いため、総数はあくまで推定。都内で登録されている者で1000人ほど。その存在を秘密にされている訳ではないが、一般人の大部分は「そう言う存在もいる」という程度の認識で警察など公官庁職員も詳しくはなく、後述の特性などから吸血鬼とごっちゃにされている。いつ頃から存在しているかは古株のオキナガも知らない。
病菌の類に罹患しても大抵の病気は発症しないため、自覚なしに疫病の感染源になってしまうこともある。自然死した者が存在しないため、寿命があるのかどうかも不明だが、不死と言っても老衰による自然死や疾患による病死がないと言うだけで、後述の「正しい殺し方」を実行すれば死ぬ。実年齢が200年を越えるあたりが精神的な谷となるらしく、人によっては延々と鬱状態が続き、自殺に至ることがある。
現代日本では厚労省の元、長命者援護法（後述）による保護と管理を受けており、オキナガとなった者は夜間衛生管理課での登録、旅行や転居・転職といった何らかの行動をする際には事前に申請を届け出ることが義務付けられている。窮屈な生活を嫌う未登録者も少なくないが、そのために他人の戸籍を売買して使用するなど、法を犯して検挙される者もいる。
普通の人間がオキナガに変化することは「成って」「あがる」と表現される。これは人間としてそこから先はなく、「上がり」となるため。肉体はもちろん、精神も成長も老化もしなくなる。
能力
身体能力が常人より高く、五感も鋭敏。特に夜目が利くほか、聴覚も常人には聴こえない低周波を捉えたり、厚い壁に囲まれた屋内でも外の音が聞こえる。
脳か心臓のどちらか（もしくは両方）を完全に破壊されない限り、最長でも三日以内に自力で蘇生する生命力を持ち、四肢が切断されたとしても固定しておけば自然と接合する。この場合、欠損した部分がなくても傷口を埋めるように治る。身体に食い込んだ凶器なども治癒するにしたがって体外に押し出されるため、治りきる前に抜くことでかえって大出血するのを考えて自然と抜けるまでそのままにしていることが多い。毒物などを盛られた場合は蘇生するまでの間に排出され、経口で服毒した際には蘇生時に纏めて吐き戻す。極端に体力を消耗すると数日間眠り続ける。また、オキナガは基本的に常人より体温や血圧が低く、真冬でも意識して吐かないと吐息が白くならない。
身体からはある種のフェロモンが発せられており、反応する人間を引き寄せたり興味を持たれやすい。これは肉体関係を結ぶと更に顕著になり、すれ違う程度の接触でもオキナガを見分ける事が出来るようになる。
紫外線アレルギー
紫外線に対してアレルギーがあり、20-30分以上（長い者でも2-3時間）直射日光に当たると熱傷を負ったり、体力を消耗して心停止を起こすなど危険なため、閉め切った屋内を除けば活動時間は基本的に夜のみ。昼間に出歩く場合、フード付きのコートや帽子などの対策は不可欠。冬場なら日焼け止めなども効果が高い。最終話後半（2064年）の時代になると、大幅に進歩した日焼け止めの効果で数時間ほどなら昼間の活動も可能となっている。
オキナガにとって確実な自殺方法の一つとして「日のあたる場所で首を吊るなどして夜明け前に仮死状態になり、そのまま直射日光に身体を晒して焼いてしまう」があり、身体が炭化するまで焼けてしまうと、まず蘇生しない。
食事
食物自体「重く」感じるようであまり摂らない。反面、週に一度くらいの割合で生肉を食べたり、時折血液を飲むといった嗜好がある。古代から近代でも戦争などの混乱期には「野生動物より鈍い」人間を喫血も含めた捕食対象としていた時代もあるが、人の世が整うとともにこの様な行いは下火となっている。
オキナガにとって血液は酒類のような一時的な強壮剤的効果もあり、体力を消耗した際にも衝動が高まるが、食欲よりはむしろ性欲に近い衝動で恋愛感情とも通じている部分があり、誰彼かまわずという訳ではない。10巻199Pの描写では門歯と犬歯の間に出し入れ可能なトゲのような牙があり、これを突き刺すことで出血を促す。相手との同意の上での吸血なら相手は気持ち良いらしい（そのため、特定のパートナーを持つオキナガもいる）。
喫血する（血を吸う）際には、首筋よりも腕の静脈から吸うことが多い。これは、頸動脈などに傷を付けるとよほど慣れていなければ出血を抑えられず、相手の命にかかわるから。また、薬物などが体内に入ると血の味が悪くなるため、供血者の嗜好品に関しては酒やタバコなど、内服薬に関しては風邪薬程度でも嫌う者がいる。
これらのことから吸血鬼と混同されやすいが、吸血鬼と違って後述の「血分け」を行わない限り、血を吸われただけでオキナガになることはない（吸う量も多くて300-400cc未満と献血程度）。
血分け
外傷による失血などのショック症状が出た状態でオキナガの血を与えられ、それに適応した場合に限って「なりあがる（オキナガという存在に“成って”人という存在から“上がる（終わる）”という意味）」と言われ、なりあがって以降は成長や老化が停止するほか「なりあがる際に負った傷痕や患っていた持病」は残る。このことからオキナガを「蘇生症」という一種の病理患者として捉えていた時期もある。また、眼の虹彩が赤くなり、暗闇ではうっすらとした光を放つ。古くは血分けした者を「血分け親」、血を貰った者を「血の子」と呼んで親子関係と見做したが、近代以降は結婚や養子縁組などの手続きを行わない限り、法的には赤の他人とされている。
「血分け」を行うことはオキナガにも負担が大きく、適応者の割合からくるリスクから特定の相手に行うということは少なく、偶々行きあたった死にかけの人間に血を与えてみることで仲間を作る形が多く、血分けされた方も半ば本能で血を呑んでいる。そのため、自分に血を与えたオキナガが誰なのか知らない者も多いが、研究から体内の「オキナガ因子」を照合することで、どの系統のオキナガかは判別可能となっている。また、極めて珍しいが羽鳥兄妹のように、直接血のつながりのあるオキナガも存在する。このことから、なりあがるかどうかも本人の体力などより、オキナガの血に適応する「何か」が働いていると考えられていたが、これも研究からオキナガに成り上がる長命化因子は「母親から受け継がれる」ことが判明している。
オキナガは見た目の年齢が大体20 - 40代くらいの者が多いが、希梨香のように10歳前後の子供や、中には60を過ぎた老人と言ってもいい年齢でオキナガとなった者もいる。
社会性
自分たちの呼び名を「御気長」と表記したり、一定数が集まると宴会に突入してしまったりと性格は楽天的。人づきあいに関しても「（生きているなら）たぶん、そのうちまた会える」と淡白なところがあるほか、生活に必要な物を除いて「物を持つ習慣が無い」という者が多く、住居は殺風景な印象になることが多い。
かつてオキナガの多くは人里から適度に離れた場所で自給自足の生活を送っていたが、近年は人の出入りは頻繁な割に隣人に対して無関心な都市部で暮らす者も多い。それでも一か所に住み続けるのは難しく、時折噂になって引っ越しを繰り返す者が少なくない。中には居場所を求め、知り合った者同士で独自のコミュニティを作ろうとするオキナガもいる。
なりあがった時代や環境などによっては字の読み書きもできず、寝食が保証される収容施設から出たがらない者もいる。近現代に生まれ、それなりの教養を持っていても人間関係を始めとして就職には様々な障害が伴うため、村上は自ら起業している。
ヤドリギ
子供を失くした夫婦などの庇護下に入って、それらの子供の振りをして暮らすオキナガ。幼くして成り上がった者たちが世を渡っていくために考え出した方法で、薫子は戦争の後の混乱期によく見かけたと語っている。
現代では子供のオキナガは光明苑など専門の施設に入所することになっている。入所した者は特定の要件を満たすか、許可を得た上で保護者役の看護人同伴でのみ外出できる。
反オキナガ勢力
オキナガという存在に対して隔意を持つ存在。個人単位で活動するものから、連帯して活動するものまで存在する。
前者はネットなどを利用した流言飛語からオキナガに直接危害を加える者が存在し、後者はマスコミによる宣伝活動から法改正によるオキナガの管理法強化を目論んでいる。
オキナガに対する感情の源泉は様々だが、特に大きいのはオキナガが「不老で殺されない限り死なない」という部分であろう。

## 用語
夜間衛生管理課（やかんえいせいかんりか）
通称「夜衛管（やえいかん）」。厚生労働省においてオキナガの生活や周辺環境を記録・管理し、場合によっては長命者登録したオキナガの住居の手配や職業の斡旋などのバックアップも行う部署。勤務内容としては内勤と外勤に分かれて活動しており、外勤係は担当区域に住むオキナガを定期的に訪問している。
按察使文庫（あぜちぶんこ）
世田谷区・等々力の按察使薫子邸内に設立された、殺人事件やオキナガに関する書籍・記事を収集する私設図書館（通称、殺人図書館）。明治の頃に洋行（海外旅行）に出ていた薫子が、帰ってきたらオキナガになっていたことで、薫子の父親がどうにか人間に戻せないかと、オキナガに関する文献・書籍を収集したのが始まり。
長命者援護法（ちょうめいしゃえんごほう）
作中で施行されている法律。肉体的には歳を取らないオキナガの表向きの戸籍年齢を調整したり、死亡しても蘇生しないことが確認できるまで3日間は遺体を安置するなど、基本的にオキナガの人権を守るための物だが、長命者としての登録（現住所の報告、転出する際の届け出）や定期的な検診などの義務も存在し、すっぽかした場合は夜衛管外勤係の訪問を受ける。他にも「海外旅行は原則禁止」「国内でも2泊以上の旅行は要届け出」など「管理法」と言える側面もある。
未登録者は「野良オキナガ」とも呼ばれ、発見されると大まかな身元調査の後に光明苑などの施設に収容され、社会生活能力の有無に応じて登録証が発行される。だが、野良オキナガたちの多くには援護法の内容自体がよく知られておらず、一度施設に収容されたら二度と出られないと誤解されている部分もある。
厚労省内部では、定期検査などの義務を緩和し自由度を上げようとする竹之内と、もっと締め付けを厳しくすべきと主張する健康局や衛生局との綱引きが繰り返されている。
陸軍独立強襲歩兵「富士部隊」（りくぐんどくりつきょうしゅうほへい ふじぶたい）
戦時中、国内の未登録含むオキナガを集めて作られた部隊。竹之内の声掛けによって日本国民として扱うという条件で集められたのち、主に中国大陸を転戦した。オキナガとして特性から夜襲および夜間戦闘を専門としていたが、その特性ゆえに連続して戦線に投入されたり、人手不足から昼間の戦闘に動員されることも多かった。昭和19年には沖縄に向かわされ、中国戦線での扱いに責任を感じた竹之内が隊長に着任した。損耗を抑えつつ奮戦するが、司令部が壊滅したことを機に連合軍に投降。戦後はふたつに分けられ、しばらく収容所生活する者と本土に帰ったものの奥多摩光明苑に収容され、そのまま昭和30年に同苑が閉鎖・移転するまで行動を制限されていた。
光明苑（こうみょうえん）
長野県にある長命者の保護・隔離を目的とした国立療養施設。職にあぶれたり、なりあがったばかりで生活に困ったオキナガや、問題行動を起こしたオキナガ、一般社会に馴染めず登録もしないで放浪しているオキナガ、見た目の年齢が未成年のオキナガが入所している。人間の職員は大半が医師か看護師の資格を持っている。「長命者養護園」とも呼ばれ、国内にいくつか存在するが規模はここが一番大きく、何らかの事件で保護されたオキナガなどはここに送られることが多い。
入所している理由は様々で、前述の例以外にも精神を病んでいる者から、借金から逃げてきた者もいる。特に深刻なのが「自分よりも若い身内や知り合いが存命」な場合で、年々老いていく身内と面会するたびに愁嘆場が繰り広げられる。それなりの社会生活能力があることを証明すれば登録証が発行されるが、公立学校制度が出来る前の生まれで「文字の読み書きが出来ない者」も存在し、衣食住が保証されていることもあって出所率は高くない。
元は奥多摩・武蔵野にあった施設で「蘇生症療養所」と呼称されていたが昭和31年（1956年）に閉鎖、一部は長野県に移転した。バブル期にばらまかれた予算で豪勢なプールなども存在するが、予算を削減されてからは生活設備の維持にも苦労している。2015年12月5日、何者かに放火されて建物が半焼する。
物語後半の2064年には「病院」の看板が掲げられ、オキナガではない伏木あかりも入院していることから、なんらかの制度改革が行われた模様。
喜寿苑（きじゅえん）
八丈小島に存在する施設。孤島だけあって風光明媚さと開放感は大きい。

聖ヨハネ教会（せい-ヨハネ-きょうかい）
戦前から横浜にある教会。責任者である入来神父がオキナガであることから、オキナガの駆け込み寺のように扱われている。日光が入らない地下室があるほか、地上部でも遮光できるように暗幕などが常備されている。
羊殺し（ひつじごろし）
12年に一度、「未年」になると現れる殺人者。若い女を殺して内臓を抜き取っていく。記録されているだけでも70年ほども前から犯行を繰り返しているため、犯人はオキナガである可能性が高い。ただし、1979年や1991年の事件ではオキナガの片上乙也が犯人として逮捕、死刑を執行されており、一般的には連続殺人とは認識されていない。片上は実際には冤罪であったが、警察、検察もその事実を隠蔽している。
大木戸事件（おおきど-じけん）
昭和50年（1975年）、群馬県でオキナガ・大木戸靖（おおきど やすし）が起こした連続殺傷事件。大木戸は被害者を絞殺したのちに喫血していたため殺人及び遺体損壊の容疑で逮捕された。戦後にオキナガが起こした事件としてはそこそこ有名だが、事件を考察した書籍が一章丸々の記述ミスから回収騒ぎになってしまい出回っている数は少なく、梶田の事件まで按察使文庫にも収蔵されていなかった。
週刊パトス（しゅうかんパトス）
作中に登場する週刊誌。著者の作品によく登場するが、基本的に批判記事が多い。本作では長命者行政に関してあからさまな悪意を向け、偏見を煽る内容が多く、反オキナガ勢力のプロパガンダ役を担っている。
Cafeくれまちす
按察使文庫の周辺にある喫茶店。オキナガの存在も受け入れており、ごく普通に対応してくれる店。
純喫茶ボナンザ（じゅんきっさボナンザ）
雪村が「カインの裔」の管理人である村上と待ち合わせをした南青山三丁目にある喫茶店。「カインの裔」メンバーである羽鳥真也がウエイターとして勤務している。

## 書誌情報
- ゆうきまさみ 『白暮のクロニクル』 小学館〈ビッグコミックス〉、全11巻[注 11]
  1. 「犬は眠れぬ羊と踊る」2014年2月4日発行（2014年1月30日発売[9][10]）、ISBN 978-4-09-185847-4
  2. 「霧の中の輪舞（ロンド）」2014年5月5日発行（2014年4月30日発売[11]）、ISBN 978-4-09-186164-1
  3. 「雲の上の灯（ともしび）」2014年8月4日発行（2014年7月30日発売[12]）、ISBN 978-4-09-186289-1
  4. 「Vの聖痕」2015年1月14日発行（2015年1月9日発売[13]）、ISBN 978-4-09-186660-8
  5. 「絶望の楽園」2015年5月5日発行（2015年4月30日発売[14]）、ISBN 978-4-09-186879-4
  6. 「壁のない迷宮」2015年9月2日発行（2015年8月28日発売[15]）、ISBN 978-4-09-187174-9
  7. 「銀幕に揺れる影」2016年1月2日発行（2015年12月28日発売[16]）、ISBN 978-4-09-187365-1
  8. 「血に煙る聖夜」2016年5月3日発行（2016年4月28日発売[17]）、ISBN 978-4-09-187596-9
  9. 「大きな羊は美しい」2016年9月4日発行（2016年8月30日発売[18]）、ISBN 978-4-09-187736-9
    - 漫画小冊子『ドラゴン急流』付き特別版[19][20]、ISBN 978-4-09-159236-1

  10. 「大きな羊は美しい2」2017年2月4日発行（2017年1月30日発売[21]）、ISBN 978-4-09-189261-4
  11. 「春の陽の陰」2017年7月5日発行（2017年6月30日発売[22]）、ISBN 978-4-09-189535-6

## テレビドラマ
2024年3月1日からWOWOWの「連続ドラマW-30」枠にて放送・配信された。主演は神山智洋（WEST.）。

### キャスト

#### 主要人物
- 雪村魁 - 神山智洋（WEST.）
- 伏木あかり - 松井愛莉[24]

#### 周辺人物
- 竹之内唯一 - 竹財輝之助[25]
- 唐沢大介 - 高橋努[25]
- 実藤寿一郎 - 大林隆介[25]
- 按察使薫子 - 伊藤歩[25]
- 久保園幹也 - 光石研[25]

### スタッフ
- 原作 - ゆうきまさみ『白暮のクロニクル』（小学館「ビッグスピリッツコミックス」刊）[4]
- 脚本 - 小山正太[4]、山崎太基[4]、田中しおり[4]
- 音楽 - 富貴晴美[4]
- 主題歌 - WEST.「FATE」（ELOV-Label）[26]
- 監督 - 中川和博[4]、佐々木豪[4]
- プロデューサー - 高江洲義貴（WOWOW）[4]、廣瀬眞子（WOWOW）[4]、皆藤一（共同テレビ）[4]、歌谷康祐（共同テレビ）[4]
- 制作プロダクション - 共同テレビジョン
- 製作著作 - WOWOW

### 放送日程
| 各話   | 放送日  | 脚本       | 監督     |
| ------ | ------- | ---------- | -------- |
| 第1話  | 3月01日 | 小山正太   | 中川和博 |
| 第2話  | 3月08日 | 小山正太   | 中川和博 |
| 第3話  | 3月15日 | 山崎太基   | 佐々木豪 |
| 第4話  | 3月22日 | 山崎太基   | 佐々木豪 |
| 第5話  | 3月29日 | 田中しおり | 中川和博 |
| 第6話  | 4月05日 | 山崎太基   | 佐々木豪 |
| 第7話  | 4月12日 | 山崎太基   | 佐々木豪 |
| 第8話  | 4月19日 | 小山正太   | 中川和博 |
| 第9話  | 4月26日 | 田中しおり | 中川和博 |
| 第10話 | 5月03日 | 小山正太   | 中川和博 |
| 第11話 | 5月10日 | 小山正太   | 中川和博 |
| 最終話 | 5月17日 | 小山正太   | 中川和博 |